# Scorpaenodes xyris
Scorpaenodes xyris és una espècie de peix pertanyent a la família dels escorpènids.

## Descripció
- Fa 15 cm de llargària màxima.
- Té glàndules verinoses.[6][7]

## Hàbitat
És un peix marí, associat als esculls de corall i de clima subtropical que viu entre 0-30 m de fondària.

## Distribució geogràfica
Es troba al Pacífic oriental: des de Califòrnia (els Estats Units) fins al Perú i les illes Galápagos.

## Costums
Els exemplars immadurs solen romandre a prop de les espines protectores de l'eriçó de mar Diadema mexicanum.

## Observacions
És verinós per als humans.